# Norbert Lohfink
Norbert Lohfink

Link zum Bild

Norbert Lohfink SJ (* 28. Juli 1928 in Frankfurt am Main; † 23. September 2024 in München) war ein deutscher römisch-katholischer Priester und Bibelwissenschaftler mit dem Schwerpunkt Altes Testament. Von 1962 bis 1966 und von 1970 bis zu seiner Emeritierung 1996 hatte er den Lehrstuhl für Exegese des Alten Testamentes der Philosophisch-Theologischen Hochschule Sankt Georgen in Frankfurt am Main inne. Von 1966 bis 1970 lehrte er am Päpstlichen Bibelinstitut in Rom.
Lohfink befasste sich schwerpunktmäßig mit den biblischen Büchern Deuteronomium und Kohelet, deren Hauptübersetzer er in der Einheitsübersetzung (1980) war, und mit dem Buch der Psalmen. Er war ein Wegbereiter der Kanonischen Exegese und im jüdisch-christlichen Dialog engagiert.
Norbert Lohfink stand der Katholischen Integrierten Gemeinde nahe, in der er den biblischen Volk-Gottes-Gedanken verwirklicht sah.

## Leben

### Familiärer Hintergrund

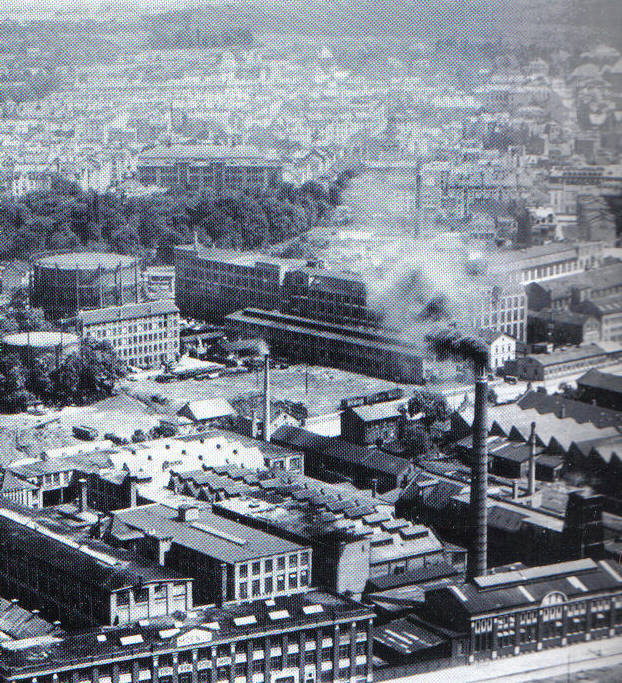
Historische Luftaufnahme des Industriegebiets Frankfurt-Bockenheim Nähe Westbahnhof (1926)

Norbert Lohfink wuchs in der Frankfurter Kuhwaldsiedlung (Bockenheim) und in Frankfurt-Gallus auf. Gerhard Lohfink (1934–2024), sein jüngerer Bruder, beschrieb die Eltern als einfache Leute, die bewusst zu ihrem katholischen Glauben standen. Der Vater stammte aus einem Dorf in der Rhön und fand in einem großen Ausbesserungswerk der Eisenbahn seinen ersten Arbeitsplatz. „Das Milieu dort war rot“, Kirchgänger waren Außenseiter. Später arbeitete der Vater als Lokomotivführer. Die drei Kinder Norbert, Marianne und Gerhard lasen gern und viel, was von der Mutter nach Kräften unterstützt wurde.
Die Pfarrgemeinde Sankt Gallus im Frankfurter Gallusviertel kennzeichnete Norbert Lohfink im Rückblick auf seine Kindheit als „katholisches Milieu im besten Sinne“. Die Pfarrstunde und Messdienerstunde, als rein religiöse Zusammenkünfte im NS-Staat erlaubt, boten einen gewissen Ersatz für das konfessionelle Jugendvereinswesen der Weimarer Republik. Als Frankfurt in der Endphase des Zweiten Weltkriegs Ziel schwerer alliierter Luftangriffe wurde, wurden die Geschwister Lohfink außerhalb der Großstadt bei Verwandten untergebracht. Norbert Lohfink kam nach Limburg an der Lahn.
Als jugendlicher Flakhelfer nutzte Norbert Lohfink die langen Wartezeiten zum Lesen. So war ihm sehr willkommen, dass seine Abiturklasse 1946 einen Deutschlehrer erhielt, der dem Freien Deutschen Hochstift angehörte, Brentanoforscher war und aktuelle Entwicklungen in der Literaturwissenschaft im Unterricht vermittelte.

### Ausbildung
Am 15. April 1947 trat der achtzehnjährige Abiturient in den Jesuitenorden ein und begann sein Noviziat im Schloss Eringerfeld, das in den Nachkriegsjahren dem Orden zur Nutzung überlassen war. Während der Ordensausbildung begleitete ihn die Lektüre von Rainer Maria Rilkes Duineser Elegien.
Norbert Lohfink studierte von 1949 bis 1953 an der Hochschule für Philosophie München und erwarb den Grad eines Lizenziaten der Philosophie. Er wechselte daraufhin zur Philosophisch-Theologischen Hochschule Sankt Georgen in Frankfurt, wo er bis 1957 studierte und den Grad des Lizenziaten der Theologie erlangte. Ein Semester verbrachte er am Institut Catholique de Paris. Lohfink erinnerte sich, dass er den ersten Band von Gerhard von Rads Theologie des Alten Testaments (1957) in Paris erwarb, sobald dieser dort erhältlich war – und in einer Nacht durchlas. Auch Henri de Lubacs mehrbändiges Werk über den vierfachen Schriftsinn (Exégèse médiévale) nannte Lohfink späterhin als wichtige Lektüre seiner Studienzeit.
Am 30. Juli 1956 empfing Norbert Lohfink in Frankfurt die Priesterweihe.

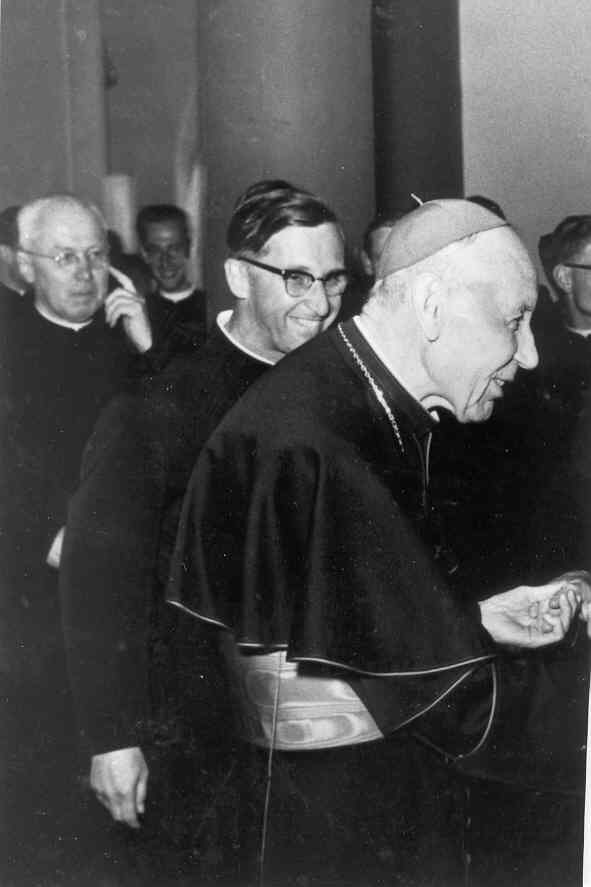
Kardinal Augustin Bea SJ (1963)

Von 1958 bis 1962 studierte er am Päpstlichen Bibelinstitut in Rom, ein Semester auch am Jerusalemer Bibelinstitut. In Rom lernte Lohfink den Exegeten Augustin Bea – wie er selbst Jesuit – noch als Dozenten und Prüfer kennen, bevor dieser zum Kurienkardinal ernannt wurde. Bea vertrat in seiner Vorlesung konservative Positionen, insbesondere zu Rudolf Bultmann, dessen Programm der Entmythologisierung und existentialen Bibelinterpretation er entschieden ablehnte. Lohfink wurde von Bea über Bultmann geprüft und riskierte es, die Meinung zu vertreten, man könne Bultmann von einem katholischen Standpunkt aus auch positiver bewerten. Er bestand die Prüfung mit summa cum laude.
Der Albright-Schüler, Hebraist und Ugaritologe Mitchell Dahood SJ beeinflusste mit seinen Hypothesen zur nordwestsemitischen Grammatik Lohfinks ersten Zugang zum hebräischen Bibeltext, doch Lohfink entfernte sich bereits in seiner Studienzeit von Dahoods Prinzipien. Dahood lehrte am Päpstlichen Bibelinstitut, war mit der Ausarbeitung seines großen Psalmenkommentars für die Reihe Anchor Bible beschäftigt und hatte viel zum Buch Kohelet publiziert, mit dem Lohfink später als Übersetzer befasst war.
Die beiden Jesuiten William L. Moran und Luis Alonso Schökel waren die prägenden Alttestamentler in Lohfinks römischer Studienzeit. Er nahm im Wintersemester 1959/60 an einem Hauptseminar Morans zum Buch Deuteronomium teil und referierte über Darstellungskunst und Theologie in Dtn 1,6–3,29. Hier wurden die Weichen für sein Promotionsthema und seine lebenslange schwerpunktmäßige Beschäftigung mit dem Buch Deuteronomium gestellt.

### Promotion
Lohfink promovierte 1962 am Päpstlichen Bibelinstitut zum Dr. in re biblica mit einer Arbeit über: Das Hauptgebot. Eine Untersuchung literarischer Einleitungsfragen zu Dtn 5–11. Dies beinhaltete die Auseinandersetzung mit Gerhard von Rad, insbesondere mit dessen Dissertation von 1929 (Das Gottesvolk im Deuteronomium). Lohfink widersprach von Rads 1938 aufgestellter Zentralthese einer Frühdatierung des sogenannten Kleinen geschichtlichen Credo (Dtn 26,5–9 ). Doch würdigte er die durch von Rad 1929 eröffnete Diskussion um die Theologie des Deuteronomiums; dessen Theologie des Alten Testaments (zwei Bände 1957 und 1960) biete „heute vielleicht die beste Zusammenfassung der Ergebnisse.“
Die Fertigstellung von Lohfinks Dissertation fiel in die Anfangsphase des Zweiten Vatikanischen Konzils. Gegen Ende der ersten Sitzungsperiode (13. Oktober – 8. Dezember 1962) zeigte es sich, dass Kardinal Alfredo Ottaviani als Leiter der theologischen Vorbereitungskommission und Kardinal Augustin Bea als Präsident des Sekretariats für die Förderung der Einheit der Christen mit ihrer jeweiligen Anhängerschaft unter den Konzilsvätern gegensätzliche Positionen vertraten. Am 14. November begann die Diskussion über das Konzilsschema De fontibus revelationis („Die Quellen der Offenbarung“). Dieser Text aus Ottavianis Kommission wäre, wie Lohfink befürchtete, „ein ausgezeichnetes Mittel zur Verurteilung neuer theologischer Ansichten über den Zusammenhang von Schrift und Tradition und neuerer Methoden und Ansichten in der katholischen Bibelwissenschaft“ gewesen. Bei den Konzilsvätern stieß dieses Schema auf lebhafte Kritik, angefangen mit dem Titel, der als sachlich unkorrekt zurückgewiesen wurde. Nach einer „recht tumultuösen Abstimmung“ entschied Papst Johannes XXIII. am 20. November, dass das Schema in einer Kommission neu erarbeitet werden sollte, die paritätisch mit zehn vom Papst ernannten Mitgliedern, zehn Mitgliedern der Theologischen Kommission und zehn Mitgliedern des Einheitssekretariats besetzt werden sollte.

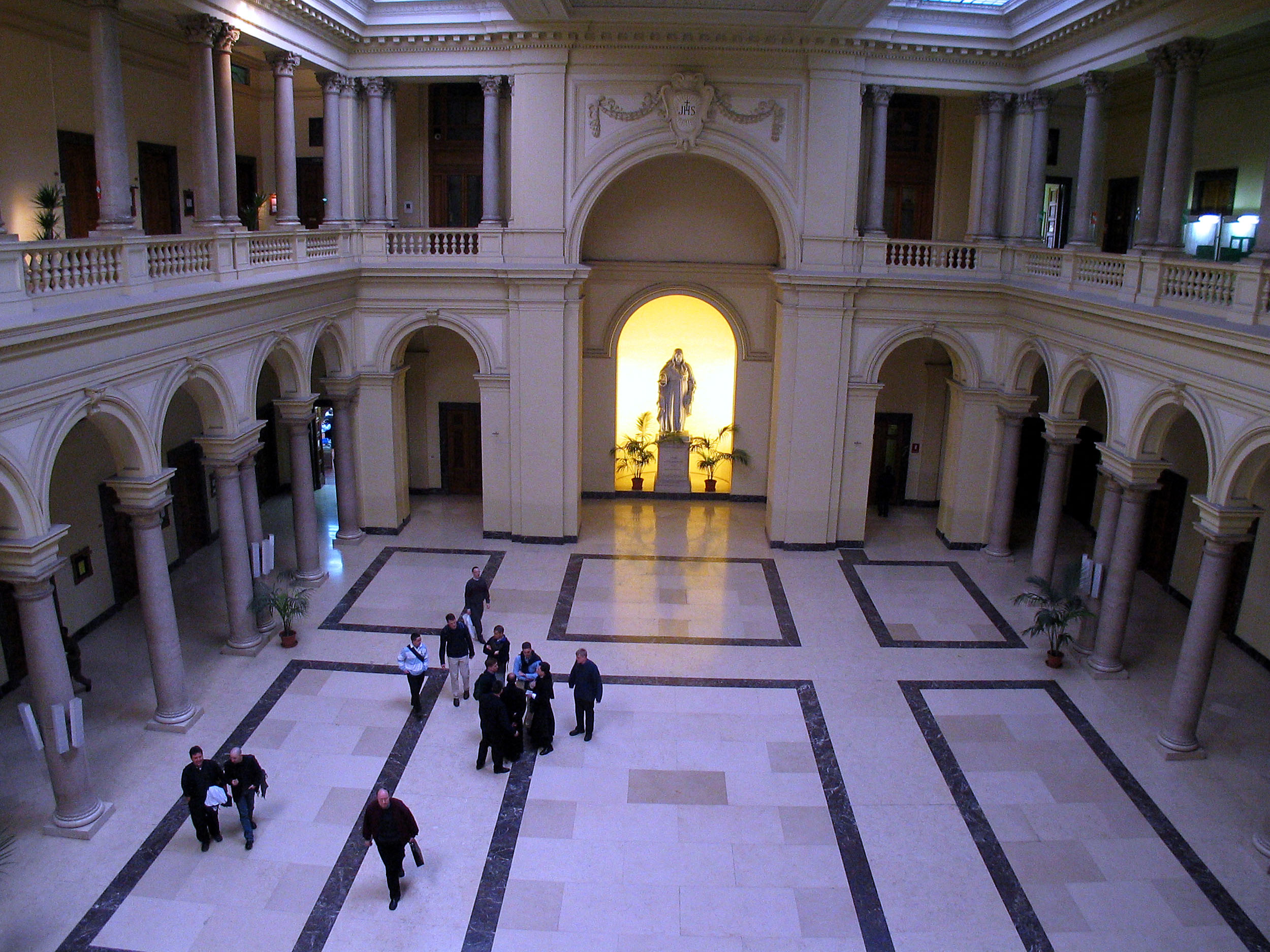
Atrium der Gregoriana (2007)

Das Päpstliche Bibelinstitut plante, einen Akzent zugunsten seines ehemaligen Rektors Bea zu setzen, und terminierte Lohfinks öffentliche Verteidigung seiner Dissertation auf den 22. November 1962. Lohfink führte im Atrium der Päpstlichen Universität Gregoriana einer sehr großen Zuhörerschaft vor, was moderne Bibelwissenschaft mit einem katholischen Profil leisten könne. Anwesend waren rund 400 Bischöfe und mehrere Kardinäle, die als Unterstützer Beas galten, darunter Bernard Jan Alfrink, Julius Döpfner, Josef Frings, Paul-Émile Léger und Eugène Tisserant. Auch der Dominikaner Yves Congar als Konzilstheologe und Joseph Ratzinger als Berater des Kölner Kardinals Josef Frings waren im Publikum. Dieser öffentliche Auftritt Lohfinks wird als großer Erfolg für Kardinal Bea und seine Anhängerschaft interpretiert. Congar schrieb an diesem Abend in sein Tagebuch: „Das Konzil ist das Konzil Kardinal Beas“.

### Bibelübersetzung

#### In der „Übersetzungsfabrik“
Die Richtlinien für eine neue und einheitliche Bibelübersetzung (daher der Name: Einheitsübersetzung) für den Gebrauch in den deutschsprachigen Diözesen der Römisch-katholischen Kirche wurden durch einen am 23. Mai 1962 gegründeten Ausschuss festgelegt, der auch die Übersetzer berief. Norbert Lohfink stieß erst 1963 hinzu, weil der Bearbeiter der Bücher Deuteronomium und Kohelet plötzlich gestorben war. Sein Pensum übernahm Lohfink. Rückblickend charakterisierte Lohfink die Übersetzungsarbeit, der er fast zwei Jahrzehnte verbunden blieb, als „eine Geschichte unglückseliger Konstellationen und verpasster Chancen“.
Die Erstellung eines offiziellen kirchlichen Bibeltextes war im römisch-katholischen Raum Neuland, weil ältere katholische Bibelübersetzungen ins Deutsche Privatarbeiten gewesen waren. Die Übersetzer standen unter Zeitdruck, da Bibeltexte für die volkssprachlichen liturgischen Bücher möglichst schnell zur Verfügung stehen sollten. Lohfink bedauerte, dass keine Erfahrung mit der Organisation einer „Übersetzungsfabrik“ bestand, an der rund hundert Personen auf verschiedene Weise beteiligt waren. Die Arbeiten an der Einheitsübersetzung hätte aus seiner Sicht vom Austausch mit Eugene Nida, dem damaligen Leiter der internationalen Übersetzungsabteilung der United Bible Societies, erheblich profitieren können: „Er hätte uns sagen können, wie man es macht. Er hätte uns mit hunderten gleichzeitig arbeitender Übersetzungsteams in der ganzen Welt verbinden können. Aber damals, als unsere Entscheidungen fielen, wusste niemand von ihm, man hatte noch nicht einmal das nötige Problembewusstsein.“

#### DasHebrew Old Testament Text Project

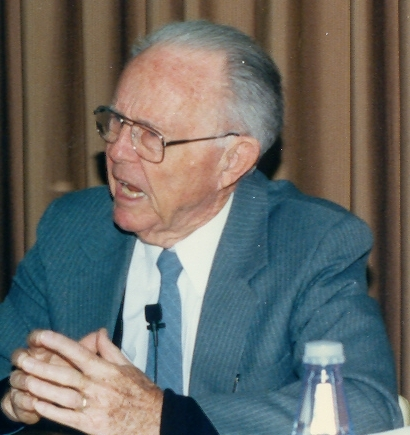
Eugene A. Nida (1999)

Nida leitete das von den United Bible Societies finanzierte Hebrew Old Testament Text Project. Es hatte zum Ziel, die praxisrelevanten Ergebnisse der Textkritik so aufzubereiten, dass sie von Bibelübersetzern weltweit genutzt werden konnten. Jährlich traf sich von 1970 bis 1979 eine Gruppe von Spezialisten, die Nida benannt hatte, zu mehrwöchigen Arbeitssitzungen in Freudenstadt (einmal auch im schottischen St Andrews): Dominique Barthélemy, Alexander Reinard Hulst, William Duff McHardy, James A. Sanders, Norbert Lohfink und Hans Peter Rüger. Die Ergebnisse wurden in einem mehrbändigen Preliminary and Interim Report von 1973 bis 1980 veröffentlicht; Lohfink war jeweils Mitautor. Ihm wurde bei seiner Mitarbeit am Hebrew Old Testament Text Project immer mehr bewusst, dass die Textgrundlage einer nicht privaten, sondern kirchlich verantworteten Übersetzung kein rekonstruierter hypothetischer Urtext sein könne, sondern nur ein „als kanonisch zu beurteilender Text“. Er räumte selbstkritisch ein: Der Verzicht auf die Herstellung eines solchen Urtextes „mithilfe nordwestsemitischer oder auch arabistischer semantischer Tricks“ habe ihn als Exegeten viel Überwindung gekostet.

#### Kohelet übersetzen
Norbert Lohfink schätzte bei der Übersetzung des Buchs Deuteronomium die kontinuierliche sprachliche Beratung durch den Schriftsteller Heinrich Böll. Fachlich war ihm das Deuteronomium durch seine Promotion wohlvertraut. Er hatte aber auch die Übersetzung von Kohelet übertragen bekommen. Die Einarbeitung in eine ganz andersartige biblische Schrift war aufwändig. Zunächst machte sich bemerkbar, dass Lohfink ein Schüler Dahoods gewesen war. Wie dieser stützte er sich auf den reinen Konsonantentext und nahm sich die Freiheit, ihn neu zu vokalisieren. Im Zuge der Arbeit an Kohelet rückte er mehr und mehr von Dahoods Hypothesenbildung ab und nahm seine Neuvokalisierungen zurück. Fruchtbar war aber Dahoods Nutzung nordwestsemitischer Texte zum Verständnis des althebräischen Textes. Beispielsweise lieferte die Ahiram-Inschrift Lohfink ein Vorbild dafür, „Haus der Ewigkeit“ in Koh 12,5  als Metapher für das Grab zu verstehen.

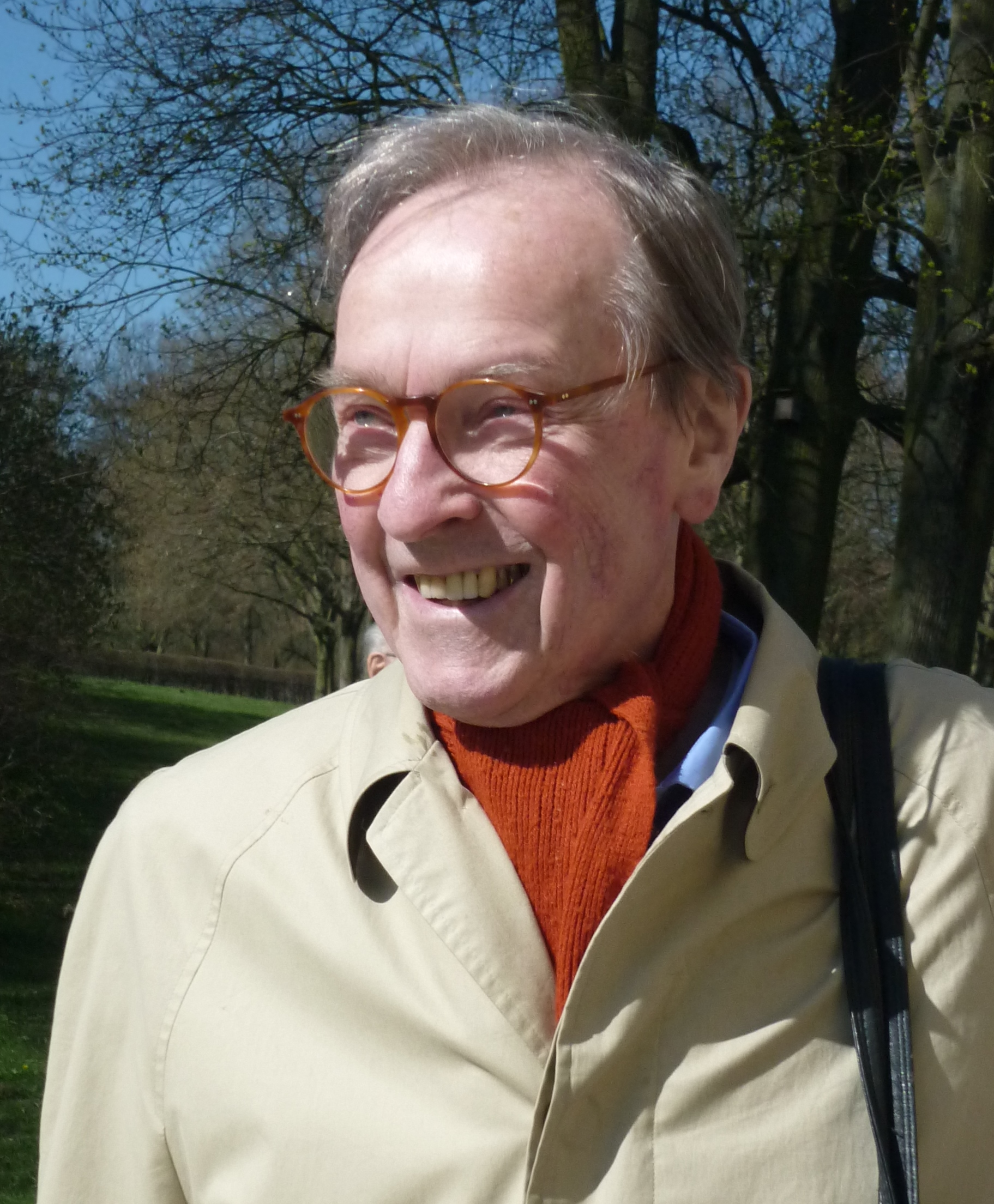
Wilfried Barner (2010)

Die vorhandenen Kommentare zu Kohelet zerlegten das Buch in einzelne Sentenzen. Das half Lohfink bei der Frage nicht weiter, wie das Buch aufgebaut war – für den Übersetzer, der die „Scharniere“ in der Argumentation Kohelets erkennen wollte, eine unbefriedigende Situation. Immer wieder feilte er an der Struktur des Buchs, um Leitworte („Windhauch“, „Gewinn“) im Deutschen sinnvoll einzusetzen, Zitate und Selbstzitate kenntlich zu machen, poetische Passagen vom Prosatext abzusetzen. Der Ertrag dieser Überlegungen sind die in der Einheitsübersetzung vom Übersetzer hinzugefügten Zwischenüberschriften, welche der Leserlenkung dienen.
Wichtige Diskussionspartner Lohfinks bei der sprachlichen Gestaltung der Kohelet-Übersetzung waren der Tübinger Germanist und Altphilologe Wilfried Barner und der Michaelsbruder Gerhard Striebeck, der als evangelischer Pfarrer im Ruhestand an einer Übersetzung von James Joyce arbeitete.
Die Hauptübersetzer und ihre Berater erstellten einen Text, der in Kommissionen von Liturgikern, Didaktikern und Kirchenmusikern auf seine Brauchbarkeit in Gottesdienst und Unterricht geprüft wurde. Wenn sie einverstanden waren, benötigte der Text noch die Zustimmung der Bischöfe. Schließlich sollte die Einheitsübersetzung der offizielle Bibeltext der Kirche werden. Die Bischöfe delegierten die Aufgabe des Korrekturlesens an anonyme und fachlich nicht ausgewiesene Personen in ihrem Ordinariat, die nach Gutdünken umformulieren konnten. Bestand der Hauptübersetzer auf seinem Übersetzungsvorschlag, hatte er dies ausführlich schriftlich zu begründen. Lohfink brachte Wochen mit der Abfassung von Gutachten zu, in denen er seine Kohelet-Übersetzung verteidigte. Nicht immer mit Erfolg: Lohfink wollte in Koh 10,1 , einem poetisch geformten Weisheitsspruch, hebräisch שֶׁמֶן רוֹקֵַח šæmæn rôqeaḥ (wörtlich: „Salbenbereiter-Öl“) mit Wässer der Parfümerie übersetzen, aber sachliche Korrektheit zählte im Ordinariat zu Lohfinks Ärger mehr als eine Formulierung in gehobenem Deutsch. Deshalb lautet die Endfassung in der Einheitsübersetzung (1980): „Sterbende Fliegen – da stinkt sogar das (duftende) Öl für die Schönheitspflege; / schwerer als Wissen und Geltung wiegt eine kleine Dummheit.“

#### Kohelet-Kommentar
Für die Kommentarreihe Neue Echter Bibel war angestrebt, dass jeder Hauptübersetzer der Einheitsübersetzung das von ihm bearbeitete Buch kommentierte. Lohfink gab den Deuteronomium-Kommentar an Georg Braulik ab und widmete sich dem Kohelet-Kommentar, der 1980 als erster Band der Reihe veröffentlicht wurde: „Ich habe ihn parallel zu einer Kohelet-Vorlesung in Frankfurt und in einem ausgedehnten Sommer in Wangen im Allgäu fast einfach so niedergeschrieben. Ich hatte noch alles im Kopf.“ Hatte der letzte große Kommentar zu Kohelet aus der Feder von Aarre Lauha (in der Reihe BKAT, 1978) das Buch als resigniertes Fazit eines isolierten Intellektuellen interpretiert, so bot Lohfink einen Gegenentwurf: Das Buch Kohelet sei die kreative Bewältigung des Kulturzusammenstoßes von Hellenismus und Jerusalemer Weisheitstradition; der Buchautor denke den ewig kreisenden Kosmos der Antike und die biblische Theozentrik zusammen. Die Einleitung war auch als Vorabdruck in den Stimmen der Zeit zu lesen. Ihr zufolge stellte Kohelet für manche Agnostiker eine „letzte Brücke zur Bibel“ dar. Für manche Christen sei er die „verrucht-geliebte Hintertür“, um jene „skeptisch-melancholischen Empfindungen ins Bewusstsein“ einzulassen, die am Haupteingang christlicher Rechtgläubigkeit abgewiesen würden. Luis Alonso Schökel, der den Kommentar für die vom Päpstlichen Bibelinstitut herausgegebene Fachzeitschrift Biblica rezensierte, empfahl nachdrücklich die Lektüre der Einleitung, sowohl Lohfinks Vorschlag zur zeitgeschichtlichen Einordnung als auch die Überlegungen zur Relevanz für den modernen Leser.

### Integrierte Gemeinde

#### Gast, Referent, Mediator

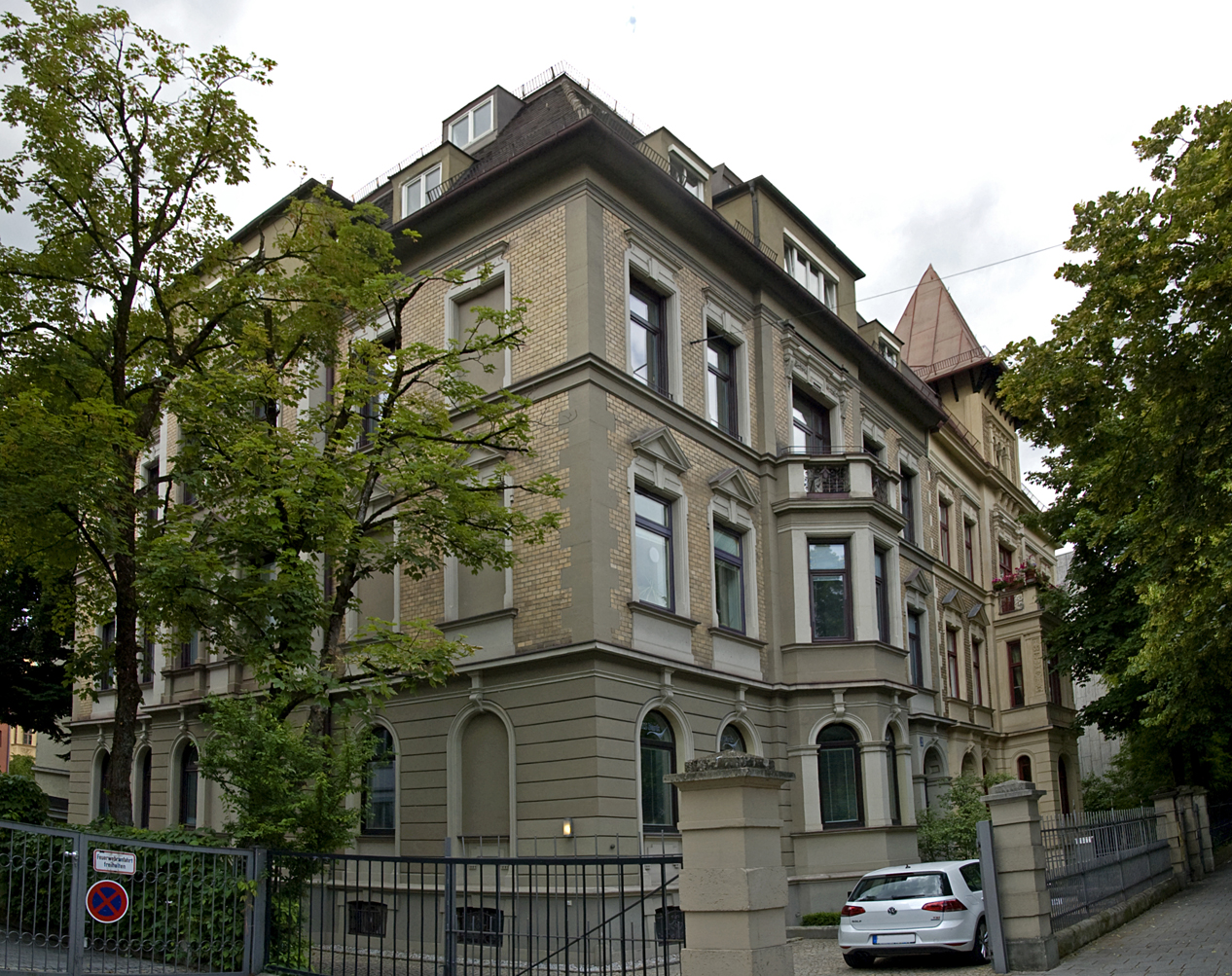
Ehemaliges Zentrum der Integrierten Gemeinde in der Herzog-Heinrich-Straße 18 (München)

Die (Katholische) Integrierte Gemeinde war eine seit den 1960er Jahren bestehende apostolische Vereinigung von Laien und Priestern, der beide Lohfink-Brüder nahestanden. Gerhard Lohfink gehörte zum inneren Kreis um die Initiatorin Traudl Wallbrecher und war neben Rudolf Pesch und Ludwig Weimer einer der Vordenker der Gruppe. Gerhard Lohfink und Rudolf Pesch verzichteten auf ihre Professuren für Neues Testament zugunsten einer Wohn- und Lebensgemeinschaft in der Gemeinde.
Norbert Lohfink zog solche gravierenden Konsequenzen nicht. Erste Kontakte gab es im September 1973, als die Integrierte Gemeinde Vertreter der wissenschaftlichen Theologie zu einem mehrtägigen Symposium nach Urfeld (Marlene-Kirchner-Haus) und Wolfesing (Günter-Stöhr-Hof) eingeladen hatte. Die eingeladenen Theologen kritisierten, „daß eine konkrete Gemeinde behauptet, ihre Geschichte sei nicht nur eine menschliche Geschichte, sondern eine Geschichte der Führung von Menschen durch Gott“. Norbert Lohfink hatte den Eindruck, dass die Integrierte Gemeinde „die Fakten mit ihrer Interpretation außerordentlich stark vermischt“.
Am 27. April 1974 hielt Norbert Lohfink einen Vortrag in der Eröffnungsmatinee der Festlichen Wochen, zu denen die Integrierte Gemeinde im April und Mai in ihr Münchener Gemeindezentrum einlud. In der ästhetisch sorgfältig gestalteten Veranstaltungsreihe stellte sich die Integrierte Gemeinde der Öffentlichkeit unter anderem mit Kunstprojekten und Fotografien aus ihrem Gemeinschaftsleben vor. Norbert Lohfink beeindruckte eine Tonbildschau mit dem Titel Die neue Stadt. Darin veranschaulichen Beispiele aus Bibel und Kirchengeschichte das „biblische Prinzip der kleinen Zahl“. Es sind demnach immer wieder kleine Gruppen, die im Sinne Gottes etwas bewirken.
Bereits Anfang der 1970er Jahre waren Beschwerden über die Münchener Integrierte Gemeinde beim Erzbistum München und Freising anhängig; der damalige Generalvikar Gerhard Gruber notierte 1973: „Beeinträchtigung der Freiheit der Mitglieder, Trennung von Familien, berufliche und finanzielle Abhängigkeit und die unchristliche Behandlung Ausgetretener.“ 1975 beauftragten Johannes Joachim Degenhardt als Kapitularvikar der Erzdiözese Paderborn und die Integrierte Gemeinde Norbert Lohfink damit, zwischen der Münchener Integrierten Gemeinde und dem Münchener Ordinariat zu vermitteln, um Missverständnisse auszuräumen. Nachdem dies gelungen war, sollten weitere Gespräche eine kirchliche Anerkennung der Gemeinden durch die jeweiligen Ortsbischöfe in die Wege leiten.
Die Integrierte Gemeinde im Erzbistum München und Freising erhielt durch Döpfners Amtsnachfolger Kardinal Joseph Ratzinger 1978 die kirchliche Approbation. Die Erzdiözese Paderborn folgte. Damit entstand die für die Integrierte Gemeinde kennzeichnende Struktur einer Konföderation von Einzelgemeinden, die auf Diözesanebene mit unterschiedlichem Rechtsstatus errichtet worden waren, während in der Außendarstellung vereinfacht von einer Integrierten Gemeinde mit rund 1000 Mitgliedern in mehreren Ländern die Rede war.

#### Kirche als „Kontrastgesellschaft“
Im Jahr 1982 veröffentlichten sowohl Gerhard Lohfink (Wie hat Jesus Gemeinde gewollt?) als auch Norbert Lohfink (Kirchenträume) programmatische Schriften, die biblische Impulse für die Erneuerung der Kirche als Kontrastgesellschaft gaben. Diese erreichten mehrere Auflagen. Norbert Lohfink bezeichnete die Kirche mit einem nach dem Zweiten Vatikanischen Konzil außer Gebrauch geratenen Begriff als Societas perfecta. Er schlug vor, diese traditionelle Bezeichnung der katholischen Ekklesiologie nicht als „vollkommene“, sondern als „vollausgestattete Gesellschaft“ zu übersetzen.
Der Chefredakteur der Herder Korrespondenz, David Seeber, kritisierte 1984 in einem Leitartikel den „vornehmlich von Theologen und Exegeten, die der ‚Integrierten Gemeinde‘ nahestehen“, neu eingeführten Begriff Kontrastgesellschaft. Namentlich nannte er die Brüder Lohfink. Seeber beurteilte die Rede von Kirche als Gesellschaft als „ein grundlegendes Mißverständnis von Kirche … Eine Gegengesellschaft kann nur die Tendenz haben, die Gesellschaft, der sie sich entgegensetzt, zu überwinden bzw. aufzusaugen. Oder es kommt zu dem … Mißverständnis, die Kirche könne als resakralisierte Glaubensgemeinschaft … am besten in Gestalt einer Sekte überleben“.
Gerhard und Norbert Lohfink antworteten in einer Zuschrift, die die Herder Korrespondenz abdruckte: gerade das Wort Kontrastgesellschaft sei geeignet, „die neue Dimension der Kirchenerfahrung, die uns völlig unerwartet in der Integrierten Gemeinde begegnet war“ und die sie dann „mit dadurch erst geöffneten Augen“ in der Bibel und in der kirchlichen Tradition entdeckt hätten, zu bezeichnen. Sie seien nicht bereit zu akzeptieren, dass die Kirche sich damit begnüge, ein für Religiöses und Transzendentes zuständiges Subsystem innerhalb der individualistischen bürgerlichen Gesellschaft zu sein. Vielmehr gehe die Erlösung bei den Personen, die von ihr ergriffen werden, „bis in die Wurzeln des Menschseins – und das ist untrennbar auch gesellschaftliches Sein“. Es sei konsequent, dass dadurch „immer mehr Bereiche der Welt ergriffen und neu geformt werden: Familie, Wohnung, Handwerk, Kunst, Freizeit, Fest, Kommunikation, Wirtschaft“.
Konkret hieß das: Die Integrierte Gemeinde entwickelte Formen gemeinsamen Wirtschaftens; sie hatte eine eigene Bank, eine eigene Apotheke, eigene Arztpraxen, eigene Anwaltskanzleien und mehrere Betriebe. Von den Mitgliedern wurde erwartet, dass sie einen großen Teil ihres Einkommens an die Gemeinde überwiesen bzw. in von der Gemeinde unterstützte Aktivitäten investierten.

#### Grußwort 2003

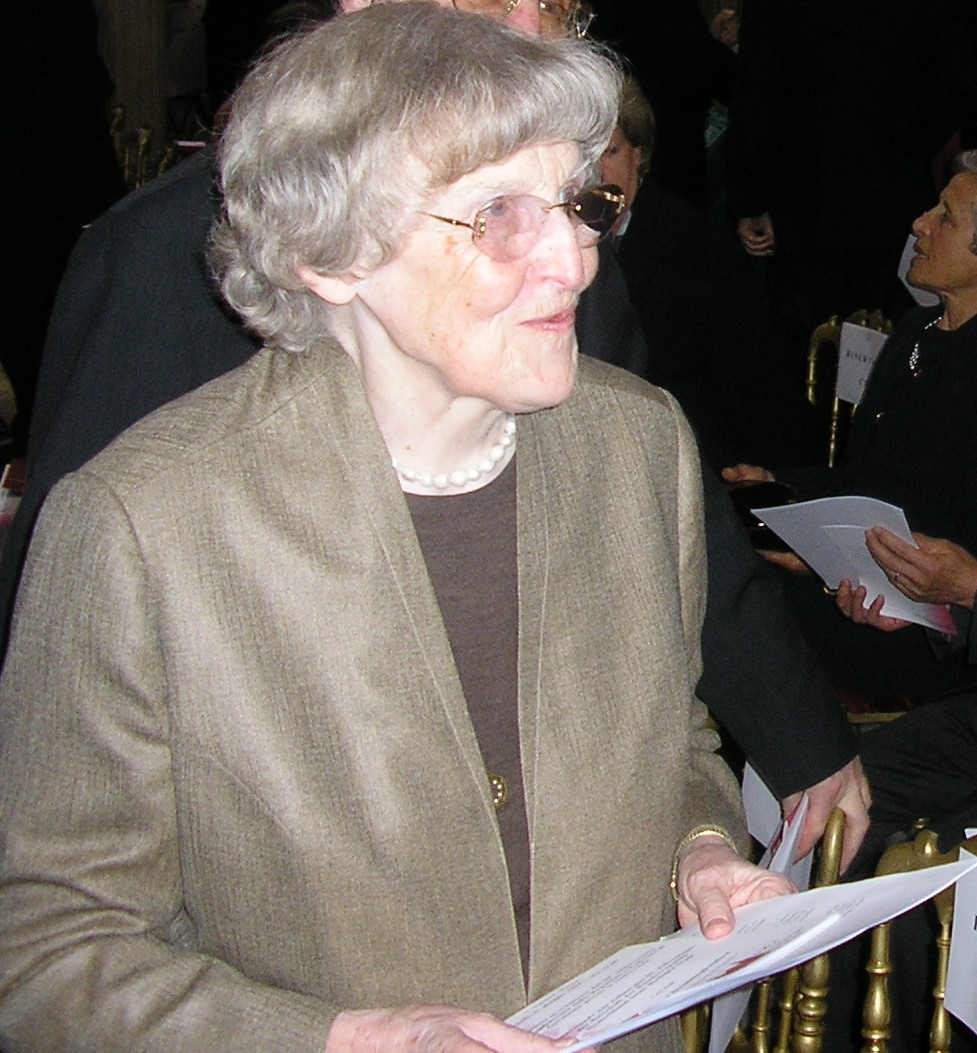
Traudl Wallbrecher (2004)

Die Katholische Integrierte Gemeinde erwarb in den 1990er Jahren mit erheblichen Mitteln die Villa Cavalletti bei Rom als internationales Tagungshaus. Norbert Lohfink verfasste anlässlich der Eröffnung der dortigen Akademie für die Theologie des Volkes Gottes 2003 ein Grußwort. Er beschrieb rückblickend, was ihn an der Integrierten Gemeinde faszinierte: Bereits bei seiner Promotion hatte er sich mit dem Volk-Gottes-Gedanken im Buch Deuteronomium beschäftigt und es begrüßt, dass dieser im Zweiten Vatikanischen Konzil zentrale Bedeutung für die römisch-katholische Ekklesiologie erhielt. Die Rezeption in den Jahren nach dem Konzil enttäuschte ihn. Vom Volk Gottes sei oft „banal“ die Rede gewesen, wenn „billige Demokratisierungsprozesse und antirömische Affekte“ begründet werden sollten; die „biblische Brisanz“ habe sich so nicht entfalten können. „Umso wunderbarer war deshalb dann meine Begegnung mit der Integrierten Gemeinde. Da wurde endlich das, was ‚Volk Gottes‘ von der Bibel her sagt, unter Menschen von heute erfahrbar.“
Die bereits Anfang der 1970er Jahre erhobenen Vorwürfe gegen die Integrierte Gemeinde verstummten auch nach der Jahrtausendwende nicht. Kardinal Reinhard Marx veranlasste deshalb 2019 eine kanonische Visitation. Nachdem der Abschlussbericht der Visitatoren vorlag, löste er diesen öffentlichen kirchlichen Verein im November 2020 in der Erzdiözese München und Freising auf; andere Diözesen folgten.

### Lehrtätigkeit in Frankfurt, Rom – und wieder Frankfurt

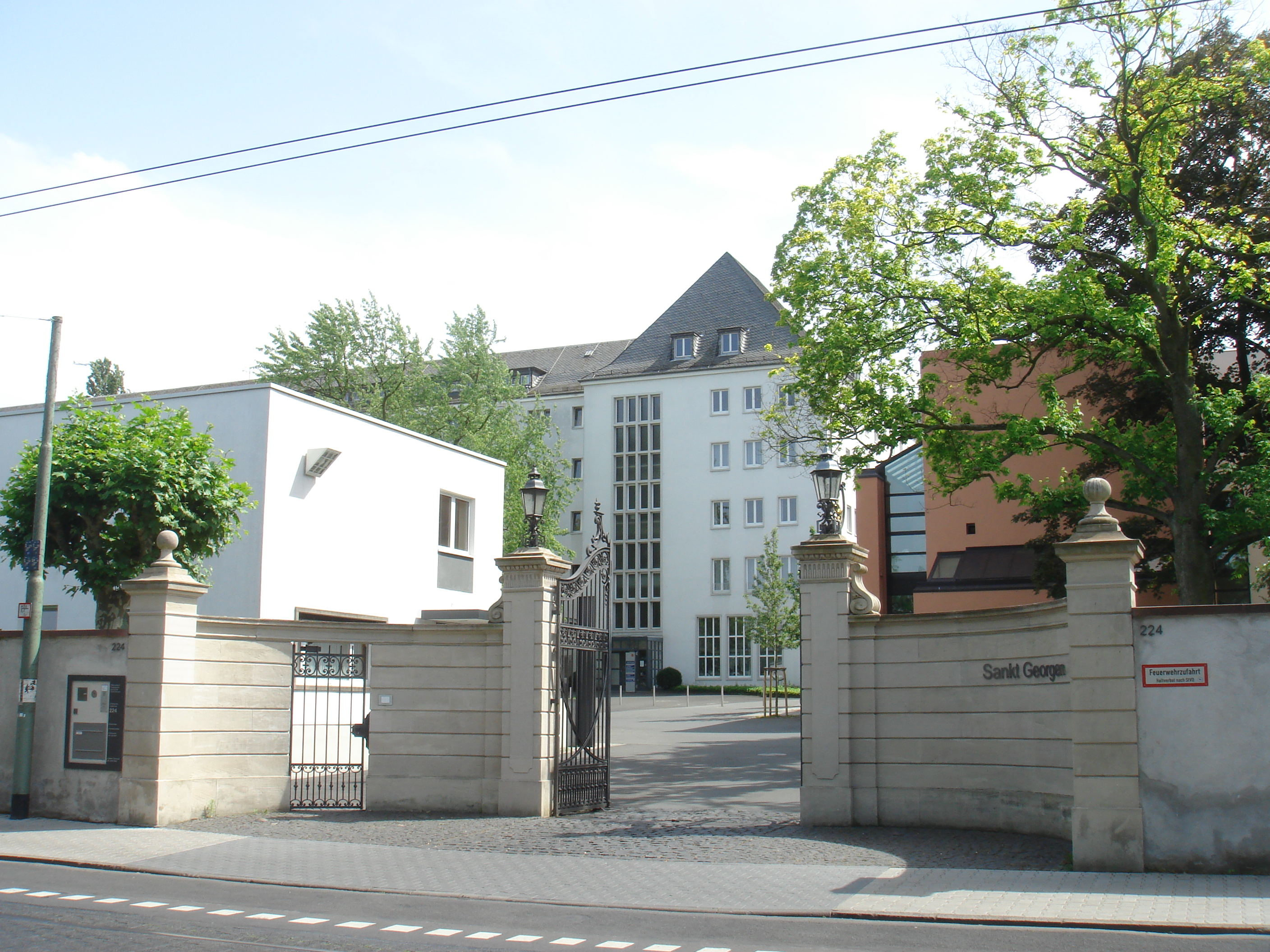
Hochschule Sankt Georgen (2007)

Norbert Lohfink lehrte von 1962 bis 1966 Exegese des Alten Testamentes an der Philosophisch-Theologischen Hochschule Sankt Georgen in Frankfurt am Main, die in jesuitischer Trägerschaft steht.
Von 1966 bis 1970 lehrte Lohfink am Päpstlichen Bibelinstitut in Rom. Er machte, wie es üblich war, 1966 einen Antrittsbesuch bei seinem einstigen akademischen Lehrer, dem mittlerweile 85-jährigen Kardinal Augustin Bea. In einem Lohfink beeindruckenden Gespräch schilderte ihm dieser seine langjährige Tätigkeit als Bibelwissenschaftler „als einen Gang durchs Dunkel, als Hoffnung wider alle Hoffnung, die aber nicht zuschanden wurde. Wie Abraham bekam er noch im hohen Alter die Erfüllung zu sehen“, weil sich nämlich, so Lohfink, nach dem Konzil „alles geändert hat und unsere Bibelwissenschaft in unserer Kirche endlich frei ist.“
In Rom lernte Lohfink den Schweizer Benediktiner Notker Füglister kennen, wie er selbst ein junger Professor für Exegese des Alten Testaments, dem die inhaltliche Umsetzung der Konzilsvorgaben zur Bibelwissenschaft aufgegeben war. Lohfink und Füglister verband der Kampf für den „ganzen Psalter“ im Stundengebet. Sie verloren ihn: Aus pastoralen Gründen wurden einzelne Fluchpsalmen und anstößigen Verse gestrichen, da diese Bibeltexte für die Diözesanpriester und das ganze Gottesvolk nicht nachvollziehbar seien; Papst Paul VI. hatte kraft päpstlicher Autorität die Tilgungen aus dem Stundengebet durchgesetzt.
Am Päpstlichen Bibelinstitut wurde der Wiener Benediktiner Georg Braulik Lohfinks akademischer Schüler. Lohfink wurde nach wenigen Jahren in Rom klar, dass er nach seinen eigenen „Grundsätzen lebend und arbeitend, eine Wissenschaftlerexistenz in Rom offenbar nicht durchhalten“ konnte. Er kehrte 1970 nach Sankt Georgen zurück, wo er bis zu seiner Emeritierung 1996 lehrte.
Die Katholisch-Theologische Fakultät der Universität Wien verlieh Lohfink 1993 das Ehrendoktorat. Im gleichen Jahr erschien anlässlich von Lohfinks 65. Geburtstag die von Georg Braulik, Walter Groß und Sean McEvenue herausgegebene Festschrift unter dem Titel: Biblische Theologie und gesellschaftlicher Wandel.

### Nach der Emeritierung
Norbert Lohfink lebte auch nach seiner Emeritierung weiter in der Jesuitenkommunität von Sankt Georgen. Mit Braulik arbeitete er an einem Deuteronomium-Kommentar für die englischsprachige Reihe Hermeneia (Fortress Press, Minneapolis). Er war Mitarbeiter an den von Braulik geleiteten FWF-Projekten Analytische Bibliographie zum Buch Deuteronomium (1996–1998 und 1998–2000) und Neubearbeitung der Sprach- und Stilcharakteristika des Buches Deuteronomium (2010–2012).
Seit 2021 lebte Norbert Lohfink in der Seniorenkommunität Pedro Arrupe der Jesuiten in Unterhaching bei München. Er starb am 23. September 2024 in einem Münchner Krankenhaus, nachdem erst ein knappes halbes Jahr zuvor Anfang April 2024 sein jüngerer Bruder, der bekannte Neutestamentler Gerhard Lohfink, unweit von München verstorben war.

## Werk

### Arbeiten zum Deuteronomium
Das biblische Buch Deuteronomium hat in seinem hebräischen Original eine besondere ästhetische Qualität. Es handelt sich um rhetorische Kunstprosa, die den Hörer des Vortrags durch sprachliche Mittel beeindruckt. Bereits in einer seiner frühesten Veröffentlichungen wies Lohfink darauf hin: „Der deuteronomische Stil – charakteristisch durch die rhythmische Sprache, die den Sinn überrollenden Binnenreime, die breit dahinwogenden Perioden, schließlich durch die unermüdlichen Wiederholungen formelhafter Wortverbindungen: dieser warm andrängende, bisweilen rauschende Stil der levitischen Predigt macht die Sprache weithin zur Musik. Indem man lauscht, wird man getragen, weitergezogen.“ In einer gewissen Spannung zum rhetorischen Aufwand stehe die präzise Formulierung der oft juristischen Inhalte: „Wo im Ohr des Neulings nur sprachliche Musikkaskaden rauschen, soll der Kenner die zur Durchführung kommenden Themen und Motive genau unterscheiden.“

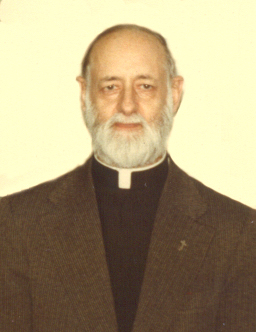
Luis Alonso Schökel SJ, Zweitgutachter bei Lohfinks Dissertation

Die Dissertation Das Hauptgebot. Eine Untersuchung literarischer Einleitungsfragen zu Dtn 5–11 (gedruckt 1963) machte diese stilistischen Beobachtungen fruchtbar. Während Lohfink in der Gattungskritik an Gerhard von Rad und Klaus Baltzer anknüpfte, brachte er mit seiner „bisher in dieser Weise auf alttestamentlichem Gebiet kaum durchgeführte[n] Stilanalyse“, Impulse von Luis Alonso Schökel aufnehmend, die Forschung voran – so der Rezensent Otto Kaiser.
Lohfink behandelte die Entstehungsgeschichte des Textes vor allem redaktionskritisch, doch ist ein Interesse am Endtext, d. h. die synchrone Betrachtung in seinen Arbeiten früh feststellbar. In Zusammenarbeit mit Georg Braulik, der 1973 seine von Lohfink betreute Dissertation über rhetorische Stilmittel in Dtn 4 abschloss, entstanden im Lauf der Jahre zahlreiche Studien zum sprachlichen und literarischen Stil des Deuteronomiums sowie zu theologischen und juristischen Konzeptionen des Buchs und seine Einbettung in größere literarische Zusammenhänge. Während sich Lohfink schwerpunktmäßig mit den Anfangs- und Schlusskapiteln des Deuteronomiums befasste, legte Braulik vor allem Untersuchungen zum zentralen Gesetzeskorpus vor, mit einem besonderen Akzent auf den liturgischen Festen Israels. Braulik kommentierte das Deuteronomium für die Neue Echter Bibel und den Stuttgarter Kleinen Kommentar und machte so die gemeinsam mit Lohfink vertretenen Forschungspositionen einem größeren Publikum bekannt.

### Das Siegeslied am Schilfmeer(1965)
Der Sammelband enthält Vorträge Lohfinks aus den Jahren 1962 bis 1964, die vor dem Hintergrund des Zweiten Vatikanischen Konzils die Rezeption alttestamentlicher Texte in der christlichen Kirche erörtern.
So geht es bei dem namengebenden Siegeslied am Schilfmeer um den in der Liturgie der Osternacht rezitierten archaischen Hymnus Ex 15,1–19 . Lohfink nahm eine „Offenheit der hymnischen Erzählung“ an: sie bleibe nicht begrenzt auf das einmalige Geschehen am Schilfmeer, sondern wiederhole sich immer dort, wo Israel von JHWH durch Todesgefahr hindurch gerettet wird. Das begründe die christliche Rezeption des Hymnus, der ihn auf Christi Tod und Auferstehung und auf die Taufe als individuelle Teilhabe am Geschick Christi bezieht. Lohfink urteilte, dass „von einer wirklich zu Ende geführten modernen Exegese her gegen die typologische Verwendung des Moseliedes in unserer Osternachtsliturgie nichts mehr eingewendet werden kann.“
Unter dem Titel Irrtumslosigkeit thematisierte Lohfink die Krise der traditionellen römisch-katholischen Bibelhermeneutik. Sie hatte vorausgesetzt, dass die biblischen Bücher von wenigen berühmten heiligen Männern (den Hagiographen) jeweils in einem großen Wurf niedergeschrieben worden waren, um in dieser Endgestalt dann durch die Jahrhunderte tradiert zu werden. Irrtumslosigkeit des inspirierten Hagiographen und Irrtumslosigkeit des biblischen Buchs waren gleichbedeutend. Die historisch-kritische Forschung zerstörte die traditionelle Annahme, Mose habe die Fünf Bücher Mose geschrieben, Josua das Buch Josua usw. Es war unbefriedigend, sich vorzustellen, dass all die Unbekannten, die an diesen Texten mitgewirkt hatten, irrtumslos gewesen seien. Auch eine Irrtumslosigkeit des jeweiligen Endredaktors war wenig überzeugend. Lohfink betonte, dass nur die Bibel „als Einheit und Ganzheit irrtumslos“ sei, die einzelne biblische Aussage partizipiere daran in dem Maße, wie sie zum Sinngefüge der ganzen Bibel beitrage. Und umgekehrt: Wer historisch-kritisch eine ältere Sinnschicht eines biblischen Buchs herauspräpariere, ohne sie in den Horizont der ganzen Bibel (und damit des Christusereignisses) zu stellen, leiste wissenschaftlich vielleicht gute Arbeit, „darf aber nicht ohne weiteres für die resultierende Aussage Irrtumslosigkeit beanspruchen.“

### Bibelauslegung im Wandel(1967)
Die in diesem Sammelband vereinigten Artikel entstammen den Jahren 1965 und 1966, also der Endphase des Konzils und der Zeit unmittelbar danach. Der Untertitel lautet: Ein Exeget ortet seine Wissenschaft. Lohfink erläuterte im Vorwort, was er mit „Ortung“ meinte: Die Interventionen des kirchlichen Lehramts in der Bibelwissenschaft können seines Erachtens nur Notfallmaßnahmen sein. Die alltägliche „Navigation“ leiste das Fach selbständig: im wissenschaftlichen Gespräch, in der Reflexion des Exegeten über seine eigene Methodik und in der Kommunikation seiner Ergebnisse an ein breiteres Publikum.
Unter dem Titel Methodenprobleme eines christlichen „Traktats über die Juden“ befasste sich Lohfink kritisch mit der sechsten These der Konferenz von Seelisberg (1947): „Es ist zu vermeiden, das Wort ‚Juden‘ in der ausschließlichen Bedeutung ‚Feinde Jesu‘ zu gebrauchen …“ – und gab zu bedenken: Das Johannesevangelium tut genau das. „Christen beginnen, eine den Evangelien nicht entsprechende Sprachregelung einzuführen, [legen aber] über die andersartige Sprache der Evangelien … den Mantel des Schweigens …“ Hinter der Seelisberger These stehe die Feststellung des Historikers: die Beziehungen zwischen dem Juden Jesus von Nazareth und seinem jüdischen Umfeld waren komplex und sind nicht pauschal als „Feindschaft“ zu bewerten. Lohfink fragte, ob christliche Theologen als Historiker die Lebensverhältnisse des Nazareners rekonstruieren wollen oder ob sie biblische Texte auslegend zur Sprache bringen wollen; er plädierte für letzteres. „Der auszulegende Text bestimmt das Thema der Auslegung,“ bezogen auf das Johannesevangelium: „die Juden“ im Sprachgebrauch des Evangelisten sind nicht die jüdische Bevölkerung im Umfeld Jesu, sondern „Repräsentanten der gottentfremdeten Welt“, vielleicht auch die christlichen Bibelleser selbst. Lohfink sah das Problem, dass Katholiken im Zuge der Bibelbewegung vermehrt die Evangelien lesen und dort auf negative Urteile über „die Pharisäer“, das „ganze Volk“ und „die Juden“ stoßen. Die Katechese solle sich aber nicht auf „Erhellung der gefährlichen Stellen“ beschränken. Lohfink empfahl die „Flucht nach vorn“, indem man „jedem Christen zum Neuen auch noch das Alte Testament in die Hand drückt.“ Was dort über die wechselvolle Beziehung Gottes zu seinem erwählten und bleibend geliebten Volk steht, bringe die „Judenaussagen“ des Neuen Testaments ins Lot.

### Der niemals gekündigte Bund(1989)
Diese Studie Lohfinks unternimmt eine exegetische Klärung der von Papst Johannes Paul II. erstmals am 17. November 1980 in Mainz aufgestellten und dann mehrfach bekräftigten These: „Die Begegnung zwischen dem Gottesvolk des von Gott nie gekündigten (vgl. Röm 11,29 ) Alten Bundes und dem des Neuen Bundes ist zugleich ein Dialog innerhalb unserer Kirche, gleichsam zwischen dem ersten und zweiten Teil ihrer Bibel.“
Impulse aus diesem Beitrag Lohfinks zum jüdisch-christlichen Dialog gingen in die Verlautbarung der Päpstlichen Bibelkommission Das jüdische Volk und seine Heilige Schrift in der christlichen Bibel (24. Mai 2001) ein.

### Psalmengebet und Psalterredaktion(1992)
Gemeinsam mit Notker Füglister und vergeblich hatte sich Norbert Lohfink in den Jahren nach dem Konzil dafür eingesetzt, das ganze Buch der Psalmen im Stundengebet zu rezitieren, ohne einzelne Psalmen und einzelne Verse wegzulassen, weil sie für den christlichen Beter nicht nachvollziehbar seien. Ihm lag am ganzen Psalter so viel, weil er ihn als fortlaufend gemurmelten Meditationstext sowohl im Judentum in hellenistisch-frührömischer Zeit als auch im frühen christlichen Mönchtum verstand. Dies legte er in dem Artikel Psalmengebet und Psalterredaktion 1992 dar, der in der Forschung zum Buch der Psalmen stark rezipiert wurde. Inwiefern aufeinanderfolgende Psalmen durch Stichwortverbindungen verkettet sind (concatenatio), wurde beispielsweise von Erich Zenger und Frank-Lothar Hossfeld in ihrem endtextorientierten Psalterkommentar in der Reihe Herders Theologischer Kommentar zum Alten Testament im Detail dargestellt.
Für den Münsterschwarzacher Psalter, eine vor allem im benediktinischen Raum verbreitete Psalmenübersetzung, verfasste Lohfink das Nachwort. Diese Übersetzung strebt eine so große Wörtlichkeit an, dass die Stichwortverkettung im deutschen Text oft nachvollziehbar ist.

### Der Tod am Grenzfluß(1996)
Lohfinks Abschlussvorlesung 1996 in Sankt Georgen entfaltete das Programm einer Kanonischen Exegese. Sie löste elegant die Schwierigkeiten, die sich Erich Zenger in seinem Lehrbuch Einleitung in das Alte Testament 1995 damit eingehandelt hatte, dass er den Tanach und die Bibel aus Altem und Neuem Testament als jüdischen und christlichen Kanon verglichen hatte. Die Reihenfolge der Bücher war demnach als Leseanweisung zu verstehen. Zenger hatte einfach die modernen Bücherarrangements der Biblia Hebraica Stuttgartensia und der Einheitsübersetzung einander gegenübergestellt. Tatsächlich gab und gibt es im Judentum und Christentum viel mehr Arrangements der kanonischen Schriften.
Der Tod des Mose am Ende des Buchs Deuteronomium markiert nach Lohfink das Ende der Tora und zugleich den Beginn einer „nicht allein durch die Linie der Zeit bestimmte[n] Vieldimensionalität. … Hier im Kanon kann man sich zumindest von jedem Themenkomplex aus direkt auf den Textkomplex Tora zurückbeziehen, und die Tora ist jedem von ihnen gegenüber unmittelbar.“ Unterschiedliche Bücherarrangements im Tanach und in der Septuaginta seien angesichts dieses Tora-Bezugs von geringerer Bedeutung. Auch das Neue Testament sei ein Kommentar zur Tora, aus christlicher Sicht: der definitive Kommentar. Die Evangelien seien wie die Tora der „Basistext mit Urgeschichtscharakter“, die weiteren neutestamentlichen Schriften ließen sich als Kommentare dieses Basistextes verstehen.

## Veröffentlichungen (Auswahl)
- Das Hauptgebot. Eine Untersuchung literarischer Einleitungsfragen zu Dtn 5–11 (= Analecta Biblica, Band 20). Pontificio Instituto Biblico, Rom 1963.
- Das Siegeslied am Schilfmeer. Christliche Auseinandersetzungen mit dem Alten Testament. Knecht, Frankfurt am Main 1965.
- Bibelauslegung im Wandel. Ein Exeget ortet seine Wissenschaft. Knecht, Frankfurt am Main 1967.
- Kohelet (= Die Neue Echter Bibel). Echter, Würzburg 1980 (4. veränderte Neuauflage 1993).
- Kirchenträume: Reden gegen den Trend. Herder, Freiburg / Basel / Wien 1982. ISBN 3-451-19612-3.
- Das Jüdische am Christentum. Die verlorene Dimension. Herder, Freiburg / Basel / Wien 1987, 238 S.
- Der niemals gekündigte Bund. Exegetische Gedanken zum christlich-jüdischen Dialog. Herder, Freiburg / Basel / Wien 1989. ISBN 3-451-21597-7.
- Studien zum Deuteronomium und zur deuteronomistischen Literatur, Band 1 (= Stuttgarter Biblische Aufsatzbände, Band 8). Katholisches Bibelwerk, Stuttgart 1990. ISBN 3-460-06081-6.
- Studien zum Deuteronomium und zur deuteronomistischen Literatur, Band 2 (= Stuttgarter Biblische Aufsatzbände, Band 12). Katholisches Bibelwerk, Stuttgart 1991. ISBN 3-460-06121-9.
- Studien zum Deuteronomium und zur deuteronomistischen Literatur, Band 3 (= Stuttgarter Biblische Aufsatzbände, Band 20). Katholisches Bibelwerk, Stuttgart 1995. ISBN 3-460-06201-0.
- Studien zum Deuteronomium und zur deuteronomistischen Literatur, Band 4 (= Stuttgarter Biblische Aufsatzbände, Band 31). Katholisches Bibelwerk, Stuttgart 2000. ISBN 3-460-06311-4.
- Studien zum Deuteronomium und zur deuteronomistischen Literatur, Band 5 (= Stuttgarter Biblische Aufsatzbände, Band 38). Katholisches Bibelwerk, Stuttgart 2005. ISBN 3-460-06381-5.
- Studien zu Kohelet (= Stuttgarter Biblische Aufsatzbände, Band 26). Katholisches Bibelwerk, Stuttgart 1998. ISBN 3-460-06261-4.
- Im Schatten deiner Flügel: Große Bibeltexte neu erschlossen. Herder, Freiburg / Basel / Wien 1999. ISBN 3-451-27176-1.

Norbert Lohfink war Gründer oder Mitbegründer der Reihen Stuttgarter Bibelstudien und Stuttgarter Biblische Aufsatzbände, Mitherausgeber des Jahrbuchs für Biblische Theologie und der Zeitschrift für altorientalische und biblische Rechtsgeschichte.

## Nachruf
- "In Memoriam Norbert Lohfink SJ," by Bernard M. Levinson. Society of Biblical Literature In Memoriam Archive. Retrieved 15 October 2024.